# Plaine d'Aïno
Aino Planitia
Pour les articles homonymes, voir Aino.
La plaine d'Aïno (désignation internationale : Aino Planitia) est une plaine située sur Vénus dans le quadrangle de Juno Chasma. Elle a été nommée en référence à Aïno, héroïne finnoise qui se transforma en esprit de l’eau selon l'épopée du Kalevala.